# Minimum
V teorii množin je minimum (minimální prvek) uspořádané množiny takový prvek množiny, že neexistuje žádný prvek množiny menší než tento.

## Definice
Mějme množinu {\displaystyle M} a ní danou relaci ostrého resp. neostrého uspořádání {\displaystyle <} resp. {\displaystyle \leq }, pak:
{\displaystyle a\in M} je minimální prvek množiny {\displaystyle M}, právě když pro každé {\displaystyle x\in M} platí {\displaystyle x\nless a},
kde {\displaystyle \nless } je negace ostrého uspořádání, a dále pak pro porovnání:
{\displaystyle a\in M} je nejmenší prvek množiny {\displaystyle M}, právě když pro každé {\displaystyle x\in M} platí {\displaystyle a\leq x}.
Minimálních prvků může mít množina více, kdežto nejmenší prvek může mít množina pouze jeden.